# Bästa till svenska översatta kriminalroman
De bästa till svenska översatta kriminalroman is een Zweedse literatuurprijs die sinds 1971 door de Svenska Deckarakademin jaarlijks wordt uitgereikt voor de beste naar het Zweeds vertaalde misdaadroman. De prijs kreeg van 1996 tot 2009 de naam Martin Beck Award naar het personage van inspecteur Martin Beck uit de boeken van het echtpaar Sjöwall & Wahlöö. De prijs bestaat uit een diploma ontworpen door de illustrator Henry Lauritzen en vanaf 2009 kwam daar het beeldje "Den Gyllene Kofoten" (Het Gouden Breekijzer) bij, 

## Geschiedenis
De Svenska Deckarakademin (Zweedse academie voor misdaadschrijvers) werd in 1971 opgericht ter bevordering van het schijven van detective- en misdaadromans en reikt sinds haar oprichting jaarlijks deze prijs uit. Na het derde internationale "misdaad"-congres, dat door de academie in 1981 in Stockholm georganiseerd werd ter gelegenheid van hun tiende verjaardag, werd besloten om ook een prijs toe te kennen aan de beste Zweedse misdaadroman. (bästa svenska kriminalroman).

## Winnaars
Het land en jaar van publicatie staan tussen haakjes.

### Jaren 1970
- 1971 - Julian Symons, The 31st February ( 1950)
- 1972 - Frederick Forsyth, The Day of the Jackal ( 1971)
- 1973 - Richard Neely, The Walter Syndrome ( 1970)
- 1974 - Francis Iles, Malice Aforethought ( 1931)
- 1975 - Cornell Woolrich, Rendezvous in Black ( 1948)
- 1976 - John Franklin Bardin, The Last of Philip Banter ( 1947) en Devil Take The Blue-Tail Fly ( 1948)
- 1977 - Leslie Thomas, Dangerous Davies: The Last Detective ( 1976)
- 1978 - Anthony Price, Other Paths to Glory ( 1974)
- 1979 - Brian Garfield, Recoil ( 1977)

### Jaren 1980
- 1980 - Ruth Rendell, Make Death Love Me ( 1979)
- 1981 - Sébastien Japrisot, L'Été meurtrier ( 1977)
- 1982 - Margaret Yorke, The Scent of Fear ( 1980)
- 1983 - Pierre Magnan, Le Commissaire dans la truffière ( 1978)
- 1984 - Len Deighton, Berlin Game ( 1983)
- 1985 - Elmore Leonard, LaBrava ( 1983)
- 1986 - John le Carré, A Perfect Spy ( 1986)
- 1987 - Matti Yrjänä Joensuu, Harjunpää ja kiusantekijät ( 1986)
- 1988 - Scott Turow, Presumed Innocent ( 1987)
- 1989 - Anders Bodelsen, Mørklægning ( 1988)

### Jaren 1990
- 1990 - Ross Thomas, Chinaman's Chance ( 1978)
- 1991 - Doris Gercke, Weinschröter, du musst hängen ( 1988)
- 1992 - Manuel Vázquez Montalbán, Los mares del Sur ( 1979)
- 1993 - Tim Krabbé, Het gouden ei ( 1984)
- 1994 - Maarten 't Hart, Het woeden der gehele wereld ( 1993)
- 1995 - Scott Smith, A Simple Plan ( 1993)
- 1996 - David Guterson, Snow Falling on Cedars ( 1994)
- 1997 - Barry Unsworth, Morality Play ( 1995)
- 1998 - Mary Willis Walker, Under the Beetle's Cellar ( 1995)
- 1999 - Iain Pears, An Instance of the Fingerpost ( 1997)

### Jaren 2000
- 2000 - Thomas H. Cook, The Chatham School Affair ( 1996)
- 2001 - Peter Robinson, In a Dry Season ( 1999)
- 2002 - Karin Fossum, Svarte sekunder ( 2002)
- 2003 - Ben Elton, Dead Famous ( 2001)
- 2004 - Alexander McCall Smith, The No. 1 Ladies' Detective Agency ( 1998)
- 2005 - Arnaldur Indriðason, Röddin ( 2002)
- 2006 - Philippe Claudel, Les Âmes grises ( 2003)
- 2007 - Thomas H. Cook, Red Leaves ( 2005)
- 2008 - Andrea Maria Schenkel, Tannöd ( 2006)
- 2009 - Andrew Taylor, Bleeding Heart Square ( 2008)

### Jaren 2010
- 2010 - Deon Meyer, Devil's Peak ( 2004)
- 2011 - Denise Mina, The End of the Wasp Season  2010)
- 2012 - Peter Robinson, Before the Poison ( 2011)
- 2013 - Dror Mishani, Tik ne'edar  2011)
- 2014 - Jørn Lier Horst, Jakthundene ( 2012)
- 2015 - Nic Pizzolatto, Galveston ( 2010)
- 2016 - Ray Celestin, The Axeman's Jazz ( 2015)
- 2017 - Ane Riel, Kåda (Harpiks) ( 2015)
- 2018 - Thomas Mullen, Darktown
- 2019 - Jane Harper, En förlorad man (The Lost Man) ( 2018)

### Jaren 2020
- 2020 - Deon Meyer, Villebråd (Prooi) ( 2019)